# Love Place
《Love Place》是日本歌手西野加奈的第四張專輯，於2012年9月5日發售。

## 解說
- 與上張專輯《Thank you, Love》相隔約1年2個月[2]，收錄了4張單曲的A面曲以及1首B面曲，共15首歌。

## 發行版本
- CD ONLY（通常盤）
- CD ONLY（來台紀念盤，僅台灣發行）
  - 不同封面、限定豪華大包裝、可立式2013年桌上學年曆卡
- CD+DVD（初回生產盤）

## 曲目

### CD[1]
1. *Prologue* ～Welcome～
作詞：西野カナ / 作曲：DJ Mass、大迫杏子、EMI HAYASHI、瀧田敏広 / 編曲：VIVID Neon*、大迫杏子
2. 我們的歌（私たち）
作詞：西野カナ / 作曲・編曲：GIORGIO CANCEMI
17th單曲。
  - 電影《ガール》主題歌、「ニッセン2012夏」廣告曲
3. Day 7
作詞：西野カナ / 作曲：林田裕一
  - NHK教育頻道《オトナヘのトビラTV》主題曲
4. GO FOR IT!!
作詞：西野カナ / 作曲：FASTLANE
18th單曲。
  - 山崎麵包《ランチパック》廣告曲
5. Be Strong
作詞：西野カナ / 作曲：KASUMI / 編曲：SOTENBO
  - 本田技研工業『Honda meets Music』廣告曲
6. Happy Half Year!
作詞：西野カナ / 作曲：SKY BEATZ、Lisa Desmond、FASTLANE、Filip Linsfors (Digz,inc) 編曲：SKY BEATZ
17th單曲B面曲。
  - 明治製菓『果汁グミ』廣告曲
7. Love Song
作詞：西野カナ、佐伯youthK / 作曲：佐伯youthK / 編曲：林田裕一
8. FANTASY
作詞：西野カナ、DJ Mass、ENVIE / 作曲：DJ Mass、大迫杏子 / 編曲：VIVID Neon*、大迫杏子
9. Is this love?
作詞：西野カナ / 作曲：林田裕一
10. Honey
作詞：西野カナ、DJ Mass / 作曲：DJ Mass、大迫杏子、瀧田敏広 / 編曲：VIVID Neon*、瀧田敏広
11. SAKURA, I love you?
作詞：西野カナ / 作曲：Jeff Miyahara
16th單曲。
  - SONY《WALKMAN Play You.》廣告曲
12. 就算...（たとえ どんなに･･･）
作詞：西野カナ、佐伯youthK / 作曲・編曲：佐伯youthK
15th單曲。
  - SONY《WALKMAN Play You.プロジェクト》主題曲
13. kiss ＆ hug
作詞：西野カナ / 作曲：中村僚、中村友 / 編曲：VIVID Neon*、Takashi Yamaguchi
14. My Place
作詞：西野カナ / 作曲：小倉しんこう
  - メ〜テレ『地元応援団宣言!』主題曲
15. *Epilogue*～Love Place～
作詞：西野カナ / 作曲：DJ Mass、大迫杏子、EMI HAYASHI、瀧田敏広 / 編曲：VIVID Neon*、大迫杏子

### DVD[1]
1. Alright(專輯Thank you, Love專輯曲) Video Clip
2. Alirght Video Clip Making
3. たとえ どんなに…  Video Clip
4. たとえ どんなに… Video Clip Making
5. SAKURA, I love you? Video Clip
6. SAKURA, I love you？ Video Clip Making
7. 私たち Video Clip
8. 私たち Video Clip Making
9. GO FOR IT !! Video Clip
10. GO FOR IT !! Video Clip Making